# Balun
 (novembre 2016).
Si vous disposez d'ouvrages ou d'articles de référence ou si vous connaissez des sites web de qualité traitant du thème abordé ici, merci de compléter l'article en donnant les références utiles à sa vérifiabilité et en les liant à la section « Notes et références ».

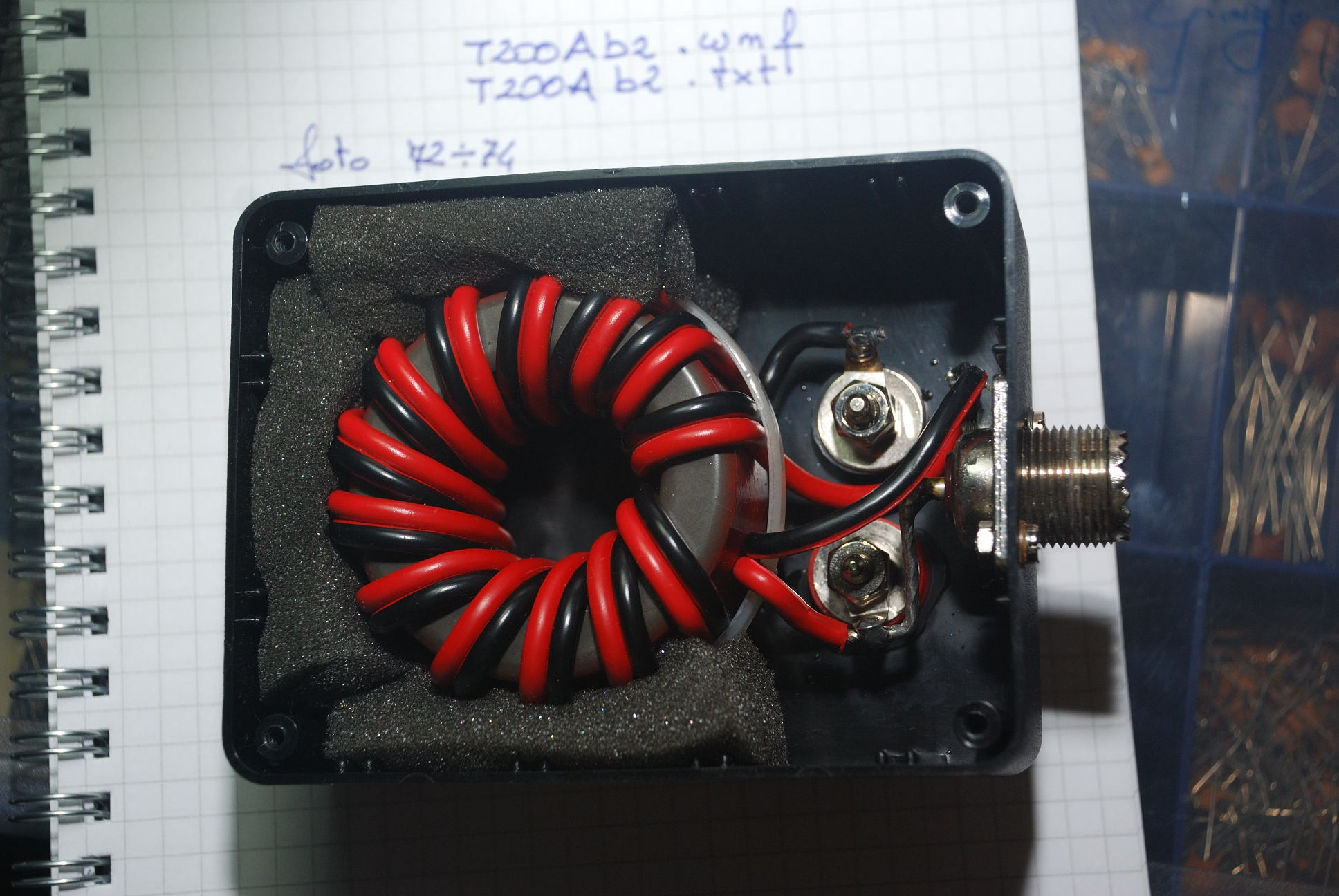
Balun 4:1 sur un tore en ferrite

Un balun est un circuit électrique utilisé pour effectuer la liaison entre : une ligne de transmission symétrique (ligne bifilaire ou lignes imprimées parallèles) et une ligne de transmission asymétrique (câble coaxial ou ligne imprimée au-dessus d'un plan de masse).
Nb : on utilise communément le terme de symétriseur d'antenne lorsqu'on évoque l'adaptation du dipôle 300 ohms au câble coaxial 75 ohms dans les antennes TV grand public, dites "râteaux".
Le terme balun vient des mots anglais BALanced (équilibré, balancé) et UNbalanced (déséquilibré, non balancé).

## Réalisation

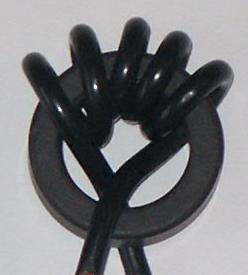
Balun 1:1 "fait maison" avec un tore et un câble coaxial

Un balun est généralement réalisé à l'aide de câble coaxial enroulé ou d'une petite section de ligne bifilaire bobinée sur un tore en ferrite ou sur un mandrin sans noyau (balun dans l'air). Un tel balun peut fonctionner sur une large bande de fréquences (2 à 4 octaves). La puissance transmissible dépend essentiellement de la taille du tore et de la qualité de la ferrite utilisée ; en aucun cas la température du tore ne peut dépasser le point de Curie du matériau.
On peut également fabriquer un balun à l'aide d'une boucle de câble coaxial d'une longueur électrique égale à la demi-longueur d'onde. Le balun est alors mono-fréquence, en fait il fonctionne correctement sur une bande de fréquences étroite, de quelques pourcents.
Le balun peut éventuellement remplir une fonction d'adaptation d'impédance, avec par exemple un rapport de 1 à 4 (et réciproquement de 4 à 1), permettant ainsi de raccorder une ligne bifilaire 300 ohms à un câble coaxial 75 ohms.

## Exemple d'application
Un doublet demi-onde est une antenne théoriquement symétrique. Son rayonnement passe par un maximum dans son plan de symétrie perpendiculaire à son axe. Si on l'alimente directement en son centre avec un câble coaxial asymétrique, son diagramme de rayonnement ne sera plus parfaitement régulier et la moindre désadaptation d'impédance au niveau de l'antenne provoquera la formation d'un courant de gaine qui peut être gênant en provoquant des brouillages. Une solution consiste à placer un balun de rapport 1/1 entre le câble et l'antenne ; il remplit alors le rôle d'une self d'arrêt en mode commun. Il faut cependant garder à l'esprit que le balun introduit des pertes, celles-ci ne doivent pas dépasser en importance les inconvénients que le balun est censé corriger.